# Radovan Vítek
Radovan Vítek (* 22. ledna 1971, Nové Město na Moravě) je český podnikatel, který vlastní realitní impérium CPI Property Group. Jedna z Vítkových firem CPI Byty je v Česku dvojkou na trhu nájemního bydlení – vlastní přes 12 tisíc nájemních bytů. Po smrti Petra Kellnera se stal nejbohatším Čechem, hodnota jím ovládaného majetku se pohybuje pravděpodobně okolo 100 miliard korun. Časopis Forbes jej v roce 2021 umístil na 2. místo ve svém žebříčku nejbohatších Čechů (98 mld. korun). Neblaze proslul tím, že období finančních krizí překonává odkupem společností zasažených krizí.

## Osobní život
Narodil se v roce 1971 v Novém Městě na Moravě.
V roce 1995 si v Brně vzal Evu Klubalovou, se kterou se rozešli v roce 2004. Po rozchodu, během rozvodového řízení, Eva Vítková následně soudně požadovala tehdy rekordních 3,6 miliardy korun. Radovan Vítek tomu však úspěšně čelil tím, že veškerý majetek byl na čas přepsán na jeho matku Miladu Malou a navíc získal do své péče syna Radovana. Rozvod probíhal za velkého mediálního zájmu v roce 2007, kdy si Eva Vítková najala společnost Merone, které v případě úspěchu měla připadnout čtvrtina z vysouzené sumy, tedy 906 milionů korun. Jako pojistku Vítková podepsala nevyplněnou směnku ve prospěch společnosti Merone. Manželé se nakonec v roce 2010 dohodli na vyrovnání 50 milionů korun. Podepsaná směnka posléze Evě Vítkové způsobila právní problémy, jelikož společnost Merone po ní začala vymáhat slíbených 906 milionů korun. Městský soud v Praze dokonce v roce 2011 vydal vůči Vítkové platební rozkaz. Sám Vítek situaci označil za podvod nastražený na jeho exmanželku. Vítková se nadále bránila soudní cestou, kdy soud v roce 2015 svůj platební rozkaz zrušil a naopak začal stíhat podnikatele Rostislava Pokludu, který směnku přeprodal seychelské společnosti Summertime. Ten byl v roce 2018 odsouzen k pěti letům odnětí svobody za podvod.
V roce 2009 se Radovan Vítek podruhé oženil. Vzal si Marii Geidlovou, se kterou má tři děti. Rozvedli se v roce 2025.
V souvislosti s celorepublikovou aférou podvodně vydávaných vysokoškolských diplomů bylo rovněž prošetřováno Vítkovo rychlostudium na Plzeňské univerzitě. Např. první zkoušku skládal už v den, kdy byl na vysokou školu přijat a další neobvyklosti.
Jeho synem z prvního manželství je Radovan Patrick Vítek, který je rovněž podnikatel. Ten v roce 2021 získal, ve svých dvaceti třech letech, podíl 8,38 procenta v rakouské realitní skupině Immofinanz. Za podíl zaplatil pravděpodobně přes pět miliard korun a stal se třetím největším akcionářem skupiny. Podíl koupil přes společnost Mountfort Investments.

## Podnikání

### Realitní impérium CPI Property Group

#### CPI Property Group
Podnikat začal již v mládí, velké obchody však uskutečnil až se společností Istrokapitál, se kterou se zúčastnil slovenské kupónové privatizace Východoslovenských železáren, Slovnaftu nebo Reštitučného investičného fondu.
V roce 1991 byla založena Czech Property Investments (CPI), která v letech 1999 až 2003 skoupila rezidenční portfolio, které dnes čítá přes 12 tisíc bytů.
V roce 1997 získal díky nepříliš čistým praktikám, když si za účelem přehlasování původních družstevníků najal 3 000 sociálně slabých občanů, nových to družstevníků, kontrolu nad spotřebním družstvem Včela. Sám tuto akci označil za „nepřátelské převzetí“, které ale bylo úspěšné, protože bývalí družstevníci promeškali všechny zákonné lhůty toto převzetí napadnout.
Výnosy CPI Property Group zasáhla pandemie covidu-19. Za první pololetí roku 2020 klesla čistá hodnota aktiv skupiny zhruba o pět procent, což znamenalo 6,1 miliardy korun. Na společnost tak dopadla krize v cestovním ruchu. Konkrétně kleslo ocenění Vítkových hotelů o 3,1 miliardy korun. Kvůli akvizicím a vytváření finanční rezervy také vzrostlo zadlužení CPI, a to o celou čtvrtinu na 4,1 miliardy eur. Jelikož Vítek vlastní většinový podíl (94%) CPI, lze očekávat, že klesl i jeho majetek. Podle portfolia z roku 2020 měla CPI Property Group hodnotu 9,8 mld. eur. Více než polovinu hodnoty portfolia tvořily kanceláře (5 mld. eur). Dále retail (2,1 mld. eur), hotely (730 milionů eur), byty (713 milionů eur), zemědělská půda (693 milionů eur), development (200 milionů eur) a jiné položky (260 milionů eur).
V prosinci 2020 se manželé Radovan a Marie Vítkovi stáhli z představenstva skupiny CPI Property Group. Novým členem představenstva společnosti byl zároveň jmenován Jonathan Lewis. Ten se stal jeho třetím nezávislým členem. Představenstvo CPI PG se tak skládá ze tří nezávislých členů: Edwarda Hughese, Omara Sattara a Jonathana Lewise, a také čtyř členů managementu skupiny: Martina Němečka, Tomáše Salajky, Philippa Magistrettiho a Olivera Schlinka. Na chodu společnosti se ale nic nezměnilo, jelikož Vítek nadále držel většinový podíl.
V roce 2021 se Vítkova CPI Property Group pro potřeby akvizice spojila s lucemburskou realitní společností Aroundtown. Společně chtějí kompletně převzít realitní společnost Globalworth Real Estate Investments, ve které v dubnu 2021 drželi 51,5 % akcií. Realitní společnost Globalworth Real Estate Investments se orientuje hlavně na polský a rumunský trh s kancelářemi a sídlí v Británii. Transakce by konsorcium obou firem měla vyjít na 774 milionů eur, což představuje sumu zhruba 20,1 miliardy korun. Celou společnost pak návrh oceňuje na 1,57 miliardy eur. Společnosti podaly nabídku prostřednictvím vlastní kyperské společnosti Zakiono. Vítek do společnosti Globalworth vstoupil v roce 2020, kdy odkoupil akcie v hodnotě 29,6 procenta. Ke skupování akcií společnosti Vítek přistoupil poté, co v důsledku pandemie covidu-19 výrazně poklesla jejich hodnota.
Na konci roku 2021 CPI Property Group stvrdila prodej svého majetku v hodnotě 700 milionů eur (17,7 mld. korun). Šlo o první část plánu prodejem majetku snížit svou dluhovou zátěž. Firma se tak vzdala několika kancelářských budov nebo obchodního centra. Správní rada firmy v srpnu schválila plán prodeje majetku až za miliardu eur v průběhu příštích šesti až dvanácti měsíců. Společnost naopak investovala do nemovitostí v Berlíně a Římě.
Jeho firma CPI Hotels, a. s. obdržela během let 2020 a 2021 finanční podporu od Ministerstva průmyslu a obchodu ve výši 66,9 milionu korun. Dalších 45 milionů korun dostala na covidových dotacích od Ministerstva pro místní rozvoj.

#### Záměr nového fotbalového stadionu v Římě
V květnu 2021 upozornila italská média, že Vítkova CPI Property Group chystá rozsáhlé investice na italském realitním trhu. Společnost údajně oživila i dříve plánovanou výstavbu městského stadionu v Římě. Společnosti Radovana Vítka projevily zájem také o projekty v oblasti cestovního ruchu v regionech na jihu země. Tam již Vítek několik investic realizoval, v roce 2019 například koupil za několik milionů eur luxusní hotelový areál Relais del Cardinale. Poslední rozjednanou transakcí má být akvizice zadlužené developerské společnosti Galeotti fondem Nova Re, ve kterém Vítek drží bezmála 90 procent kapitálu. Společnost má developerské projekty v Římě, v Boloni a také v Miláně. Vítek zde opět začal skupovat podíly poté, co byl italský realitní trh masivně zasažen pandemií covidu-19. V téže době byl ovšem v Itálii obžalován za údajně neoprávněné ovládnutí společnosti Nova Re. V červenci 2021 odkoupil za 1,3 mld. Kč bývalý hipodrom Tor di Valle na jihu Říma. Získal tím 125 hektarů pozemků firmy Euronova zkrachovalého italského magnáta Lucy Parnasiho. Pozemky jsou dlouhodobě spojovány s projektem výstavby nového fotbalového stadionu pro týmy AS Řím nebo Lazio Řím a navazujícího komerčního centra.
Vítkovy spekulace s pozemky v Tor di Valle, do kterých investoval s cílem postavit na nich fotbalový stadion zejména pro AS Řím, pravděpodobně padly poté, co nový majitel klubu, americký miliardář Dan Friedkin, od záměru ustoupil. Po krachu jednání mezi podnikateli, se usnesením o přehodnocení podpory záměru vzdalo také město Řím. Vítek společně s italským podnikatelem Lucou Parnasim poté požadovali po městě Římu odškodnění. Případ přešel k soudu a Vítek s Parnasim požadují odškodné ve výši až 7,3 miliardy korun (291 milionů eur), pokud bude usnesení městské rady shledáno nezákonným. Pokud bude soudem uznáno legálním, Vítek s Parnasim budou požadovat snížené odškodnění v hodnotě až 1,7 miliardy korun.

### Insolvence Sazky
Koncem roku 2010 odkoupil od bank pohledávky za společností Sazka v celkové hodnotě 1,5 miliardy korun a stal se tak jejím největším věřitelem.[zdroj?] Protože pohledávky nebyly po splatnosti uhrazeny, dne 17. ledna 2011 podala jím ovládaná společnost Moranda na Sazku insolvenční návrh. Na této akci plánoval získat zhruba 600 milionů korun. Později své pohledávky prodal skupině PPF Petra Kellnera.

### Revitalizace stanice metra Holešovice, Česko
V září 2019 Pražský dopravní podnik a.s. (DPP) oznámil založení společného podniku se společností Nové Holešovice Development (NHD). Společný podnik má za cíl revitalizovat dlouhodobě zanedbanou stanici metra Holešovice a její okolí. DPP i NHD v dané lokalitě vlastní dotčené pozemky. Společnost CPI Radovana Vítka začala založení společného podniku napadat, a to z důvodu, že má sama zájem o získání právě těchto pozemků. Pozemky totiž navazují oblast Bubny – Zátory, ve které je majitelem pozemků společnost CPI. Pokud by Vítek získal i pozemky DPP a NHD, měl by naprostou kontrolu nad velkým územím širšího centra hl. m. Prahy.

### Podnikání v Rakousku - Immofinanz
V roce 2021 zvýšil svůj podíl v rakouské Immofinanz na víc než 21 procent a podal nabídku na převzetí celé realitní skupiny, která spravuje aktiva v hodnotě sedmi miliard eur. Vítek si zároveň zajistil dalších 10,6 procenta od společnosti RPPK Immo, za níž stojí slovenský finančník Peter Korbačka. Do půlky června 2022 navýšil podíl na 76,86 %. I díky této investici vzrostl zisk společnosti CPI Group na zhruba 9,4 miliardy korun.

### Pandora Papers
Web Investigace.cz v říjnu 2021 zveřejnil, že Radovan Vítek figuroval na seznamu tzv. Pandora Papers. Podle jejich zjištění offshorové schéma Vítkových společností obsahuje firmy ve Washingtonu a Monaku, které nakupují nemovitosti na jihu Francie. Do nákupů byla zapojena panamská právní kanceláře Alcogal, která se specializuje na zakládání firem v Karibiku. Schéma tak bylo téměř totožné jako Andreje Babiše, který rovněž figuroval v Pandora Papers. Podle webu si Vítek, stejně jako Babiš, objednal u právní kanceláře DB Legal Artwell založení řetězce offshorových firem, přes které si nakoupil nemovitosti na jihu Francie. Právní kancelář Alcogal pro tyto účely Vítkovi založila offshorové společnosti Elypse Holding, Mandragora Holding, Justsay Holding a Axiom Holding. Nakoupil takto například luxusní vilu La Tulliere s okolními pozemky v městečku Saumane de Vaucluse. Další vilu si pořídil v městě Gordes na úpatí francouzských Alp. S DB Legal Artwell Vítka spojuje také Frederic Barth, který pro zmíněnou právní kancelář dříve pracoval a po svém odchodu z ní začal pro Vítka zajišťovat koupě nemovitostí na jihu Francie. S firmami v daňových rájích měl Vítek i další zkušenosti. Již od roku 2009 v podstatě řídí (vykonává roli protektora) firmu Trapezium Properties Limited sídlící na Britských Panenských ostrovech.
Web Investigace.cz upozorňuje také na další propojení Radovana Vítka s Andrejem Babišem. Vedle toho, že oba byli klienti právní kanceláře DB Legal Artwell, to byl právě Andrej Babiš, kdo po svém nástupu k moci prosazoval stavbu pražské vládní čtvrti na pozemcích Radovana Vítka.

## Soudní spory

### Obvinění z kuplířství, Česko
V roce 2004 byl trestně stíhán a dokonce vzat do vazby pro podezření z kuplířství, obvinění se však ukázalo jako nepodložené.

### Soudní řízení v New Yorku, USA
V dubnu 2019 byl Vítek a CPI žalováni u Okresního soudu v jižním okrese New Yorku ve Spojených státech za náhradu škody ve výši 1 miliardy USD. Soudní žalobu podal hedgeový fond Kingstown z New Yorku, spolu s Investhold LTD a Verali Limited. Nároky zahrnovaly údajné porušení zákona o vyděračských, vlivových a zkorumpovaných organizacích (Racketeer Influenced and Corrupt Organizations Act - „RICO“) ve Spojených státech. Navrhovatelé tvrdí, že Vítek použil síť účelových společností a bílých koní, aby získal kontrolu nad společností Orco Property Group. Poté prodal nejcennější aktiva za podhodnocené částky subjektům, které tajně ovládal.
Soud pro obvod Southern District of New York 4. září 2020 žalobu zamítl a případ uzavřel.
Bývalí obchodní partneři Vítka na něj od roku 2015 podali žaloby postupně v USA, Lucembursku a na Kypru za to, že je při budování CPI podvedl přes fiktivní společnosti. Kyperský soud nařídil v květnu 2023 bankám zmrazit Vítkův majetek v hodnotě 13 miliard Kč.
S případem souvisí i verdikt berlínského soudu z dubna 2023, který zneplatnil vnitroskupinové vyrovnání dluhů nemovitostní skupiny Orco z roku 2013 a požadoval po Vítkově CPI zaplacení částky včetně úroků, tj. přibližně 17 milionů eur, tedy 397 milionů korun.

### Vyšetřování finančních obchodů, Švýcarsko
V roce 2019 se objevily zprávy, že švýcarští státní zástupci jeví velký zájem o navyšování kapitálu ve společnosti CMA, k němuž došlo v roce 2016. Přesněji o to, jak byly použity prostředky na zvýšení jejího podílu v propojené realitní společnosti, kde CMA již měla většinovou kontrolu.

### Žaloba za poškození firmy Verali, Česko
V roce 2019 na něj jeho bývalí obchodní partneři Marek Čmejla s Jiřím Divišem podali trestní oznámení za škodu v hodnotě 9 mld. korun. Případu se chopila Národní centrála proti organizovanému zločinu (NCOZ). Obvinění sahalo do roku 2008, kdy kyperská společnost Verali, ovládaná Čmejlou s Divišem, poskytla společnosti CPI Property Group investici přes 700 milionů korun do nákupu podílů v několika firmách. Vítek jim měl na oplátku přislíbit 50% podíly ve firmách, ale svůj slib neměl dodržet. Policie ale nakonec žalobu posoudila jako neoprávněnou.

### Žaloba na neoprávněné ovládnutí společnosti Nova Re, Itálie
V roce 2021 byl v Itálii obžalován za údajně neoprávněné ovládnutí společnosti Nova Re. Žalobu podala společnost Sorgente Group, kterou ovládá italsko-americký byznysmen Valter Mainetti. Sorgente zpochybňuje navýšení kapitálu společnosti Nova Re z října předchozího roku. Český podnikatel v rámci navýšení kapitálu společnost Nova Re ovládl a Sorgente v ní přišla o kontrolu. CPI Property Group je největším akcionářem Nova Re, přičemž vlastní 87,08 procenta.